# Couvent des Dames de la Foi de Périgueux
Le couvent des Dames de la Foi est un couvent français implanté à Périgueux dans le département de la Dordogne, en région Nouvelle-Aquitaine. Il a été édifié au XIIe siècle.

## Présentation
Le couvent des Dames de la Foi se situe en Périgord, au centre du département de la Dordogne, dans le secteur sauvegardé du centre-ville de Périgueux, en rive droite de l'Isle. C'est une propriété privée sise 4-6 rue des Farges.

## Histoire
On trouve dans le registre de la Charité dans une mention daté de 1247, « maison du Temple, sise rue des Farges ». À cette époque, la rue des Farges était un axe majeur de communication de la Cité au Puy-Saint-Front, avant la réalisation de la rue Taillefer. Arlette Higounet-Nadal a trouvé dans le fonds Sallegourde un acte passé le 25 août 1332 par le commandeur d'Andrivaux, frère Arnaud de Serres, de l'Ordre de Saint-Jean de Jérusalem, précepteur de 1324 à 1346, par lequel il a vendu à Hugo Peyroni, bourgeois de la ville, une maison sise rue des Farges. La position de cette maison décrite dans l'acte a permis de confirmer qu'il s'agit bien de la maison dite « des Dames de la Foi ». Hugo Peyroni a payé cette maison 100 deniers d'or ou réaux. Arnaud de Serres devait être le premier précepteur de l'Ordre de Saint-Jean de Jérusalem après la suppression de l'ordre du Temple, en 1312. L'acte de vente précise que cette somme doit lui permettre d'acheter des terres à Marsac.
Arlette Higounet-Nadal a reconstitué la généalogie des descendants d'Hugo Peyroni, bourgeois et marchand du Puy-Saint-Front, investisseur dans l'immobilier. Il a laissé comme seule héritière une fille mineure, Maria, qui a épousé en 1350 Hélie III Ségui, dont elle a été la seconde femme. Elle en a eu un fils, Hélie IV qui n'eut qu'une seule fille, Marguerite, mariée à Jean de Vernoilh. Deux enfants sont nés mais sont morts prématurément. Jean de Vernoilh s'est remarié à Huguette de Cahors et a eu une fille, Catherine Vernoilh, mariée jeune à Géraud Amault de Golse. On trouve les armoiries de cette famille qui timbraient la voûte d'une des caves de cette maison. Les fortunes de ces deux familles s'étant réunies, il a été possible à Arnault de Gorse d'investir dans l'immobilier. Il a probablement commencé la construction de l'hôtel de Sallegourde, rue Aubergerie.
Quand Bertrand du Guesclin est passé à Périgueux, en 1376, il aurait logé dans cette maison, alors propriété de Jordana Ségui, épouse de Durand de Cohertirion, son troisième mari, qui est connu par son testament de 1377. Elle-même a vécu au moins jusqu'au 16 mars 1386 et est décédée sans enfants. La maison est toujours dans la famille Ségui en 1415 car appartenant à Marguerite Ségui, petite-fille de Maria Peyroni « dont elle conservait les biens ».
La maison est ensuite passée  aux Amault de Laborie au XVIe siècle quand un Louis Arnault de Laborie (mort en 1547) s'est marié avec Anne Amault de Golce. Le portail Renaissance porte les armes des Arnault de Laborie. Louis Arnaud de Laborie a été maire de Périgueux en 1529. Un de ses fils, François Arnault de La Borie (1525?-1607), a été chanoine de Saint-Front de Périgueux, de Poitiers, d'Embrun, d'Amiens, doyen de Carennac, archidiacre de Saint-André de Bordeaux, et archiprêtre de Valeuil en 1596. Il est mort à Périgueux en 1607. Érudit et humaniste, il a traduit le Traicté des anges et démons du R. P. Maldonat. Il s'est attiré la haine des protestants qui ont dévasté en 1575 sa maison de la rue des Farges et l'ont transformée en forteresse jusqu'en 1581. La famille Arnault de Laborie a retrouvé ensuite sa maison. L'intérieur a été réaménagé vers 1600 sans modifier la façade sur rue. Alain Arnault, seigneur de la Borie, a traité, le 15 septembre 1606, avec le maire et les consuls de la ville de Périgueux du dédommagement de sa maison qui avait été transformée en forteresse et avait brûlé peu de temps après que les protestants aient été chassés de la ville. Il s'est marié en 1603 avec la Marquise de Saint-Astier. Il est mort à 95 ans, en 1666.
La maison a été donnée en 1680 à la congrégation des Dames de la Foi qui avait été introduite à Périgueux en 1670. Un couvent y est établi. Il est destiné à la conversion des jeunes protestantes. Il disparaît à la Révolution, en 1792.
L'évêque constitutionnel Pierre Pontard l'a habitée. En 1795, la maison est transformée en dépôt de mendicité. Puis plusieurs propriétaires l'ont occupé. Vers 1850, un propriétaire l'a modifiée en créant un entresol entre les deux étages primitifs, créant quatre fenêtres rectangulaires modernes, modifiant l'harmonie de la façade. La maison est alors divisée en logements locatifs.
La maison a été rachetée en 1966 permettant, à partir de l'an 2000, une étude archéologique et la découverte de peintures murales relativement bien datées de la fin du XIIIe siècle ou du début du XIVe siècle.
La façade sur la rue des Farges a été restaurée en 2018.

## Protection
Le 17 mars 2011, le couvent est classé au titre des monuments historiques.

## Architecture

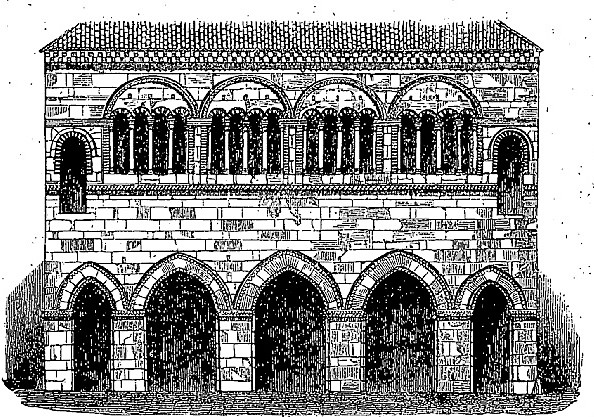
Proposition de restitution de la façade romane. Félix de Verneilh, Annales archéologiques, 1846, tome 4
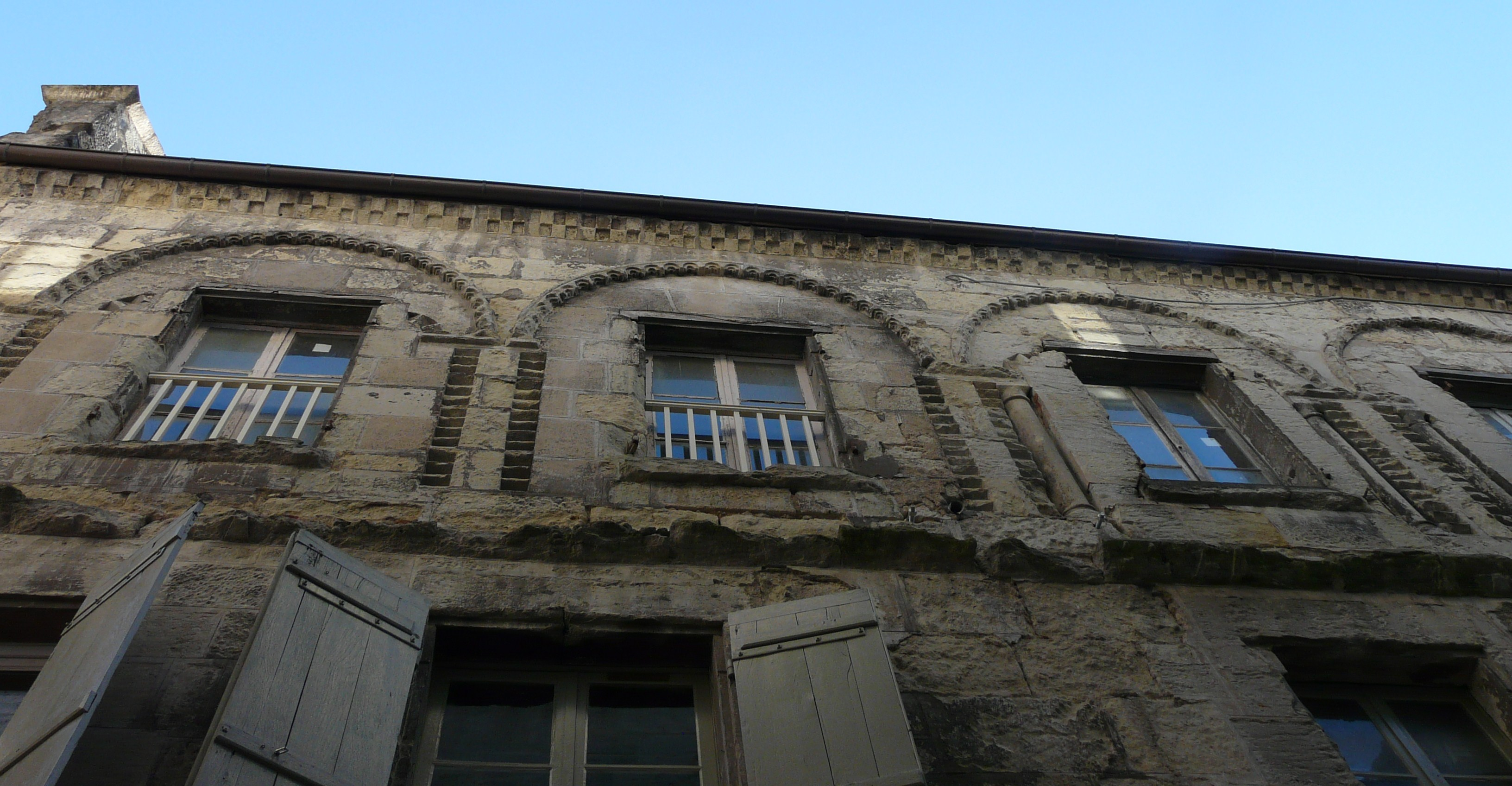
Vue partielle de la façade romane de la Maison “des Dames de la Foi” avant restauration
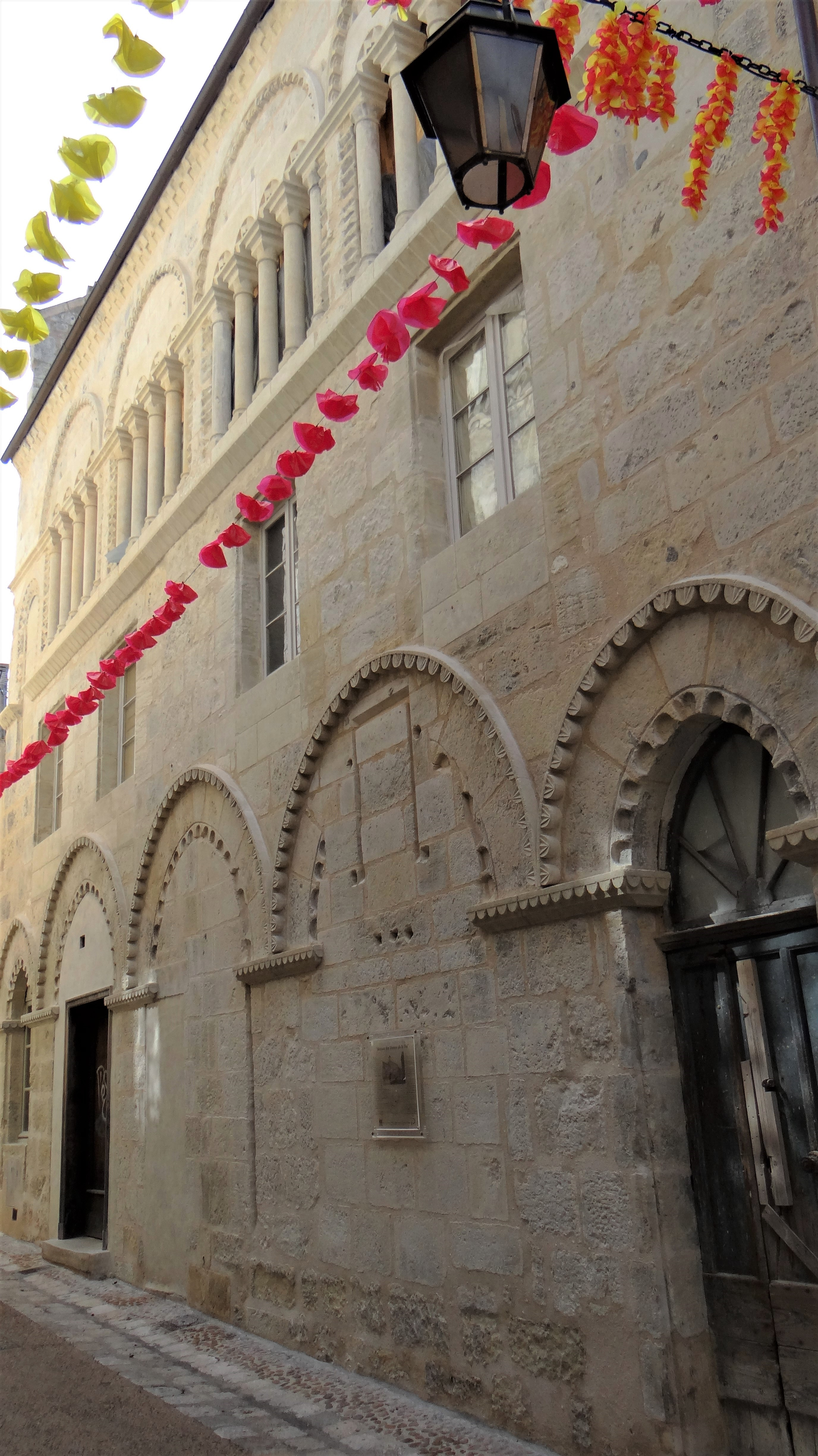
La façade du Couvent des Dames de la Foi sur rue après restauration pendant la Félibrée 2019
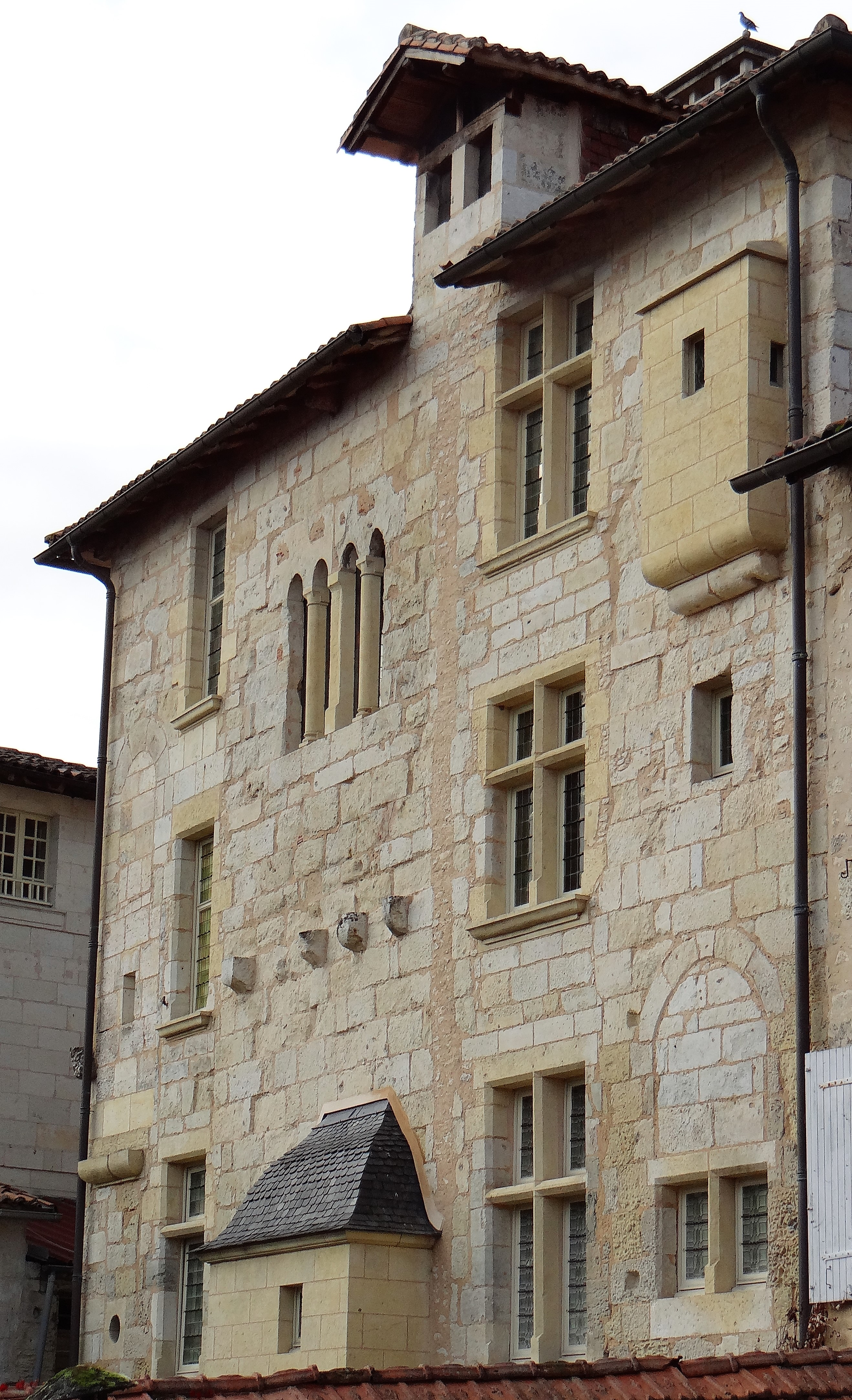
Façade de la maison des Dames de la Foi côté jardin